# Здание Общества взаимного кредита (Владикавказ)
Здание Общества взаимного кредита — памятник градостроительства и архитектуры во Владикавказе, Северная Осетия. Выявленный объект культурного наследия России. Находится в Иристонском районе на углу проспекта Мира, 15 и улицы Максима Горького, 13.
На противоположной стороне улицы Максима Горького находится одноэтажное здание бывшей Табачной фабрики Б. С. Вахтангова, отца театрального режиссёра Евгения Багратионовича Вахтангова. По проспекту Мира соседствует с домом № 17 (объект культурного наследия).

## История
Здание построено в 1902 году в стиле модерн по проекту городского архитектора П. П. Шмидта на углу Александровского проспекта и Евдокимовской улицы. На первом этаже были галантерейный магазин Р. П. Бунятянца, мебельный магазин С. В. Литвина и типография Петра Корнеевича Григорьева. В этой типографии печаталась местная периодическая пресса. В частности, в типографии выходили газеты «Лавина», «Жизнь Северного Кавказа» и «Голос Кавказа». В 1911 году в типографии вышло третье издание сочинение Коста Хетагурова «Ирон фандыр».
На втором этаже здания располагалось Общество взаимного кредита, первым председателем которого был гласный городской Думы и присяжный поверенный князь Ясон Лордкипанидзе. Общество взаимного кредита занималось выделением капиталов для местной экономики. Интерьер второго этажа располагал большим операционным залом. Здесь же проводились художественно-промышленные выставки. В апреле 1911 года здесь выставлялись работы художников Георгондопуло, Григорянца, Демокидовой, Золотарёва и Розена.
В 1920 году после установления советской власти во Владикавказе здесь размещался ЦИК Горской республики. В 1920-е годы здесь размещались редакция газеты «Коммунист» (с 1924 года — «Горская правда»), Терско-Кавказское отделение Российского Телеграфного Агентства — РОСТА, где работали Дзахо Гатуев, Гино Фадеевич Бараков, Хаджи-Мурат Мугуев, художник Махарбек Сафарович Туганов.
С 1934 по 1987 года в здании находился Орджоникидзевский аэроклуб ДОСААФ (в 1987 году переведён на улицу Кутаисскую, 68). В этом аэроклубе учились герои Советского Союза Бицаев С. В., Бондарь А. А., Карасёв А. Н., Коняхин В. Д., Пасынков Г. В., Селютин А. М., Юльев А. Н..
В советское время здание было зарегистрировано в реестре Памятников истории и культуры СССР под названием «Здание аэроклуба ДОСААФ (1934—1987)».

## Архитектура
Двухэтажное кирпичное здание построено в стиле модерн. Здание стало вторым из специальной серии банковских зданий, построенных во Владикавказе городским архитектором П. П. Шмидтом. Имеет Г-образный план. Фундамент здания — бутовый, ленточный. Внутренние перегородки кирпичные. По архитектурному оформлению фасадов здание разделяется на три части: первая восточная часть, занимаемая торговым предприятием, выходит на проспект Мира и улицу Максима Горького, вторая часть занимает вестибюль здания и выходит на проспект Мира и третья часть — западное крыло, выходящее на улицу Максима Горького. На стенах фасада были рельефные украшения, которые не сохранились до нашего времени. Над главным входом находится навершие, слева от которого располагается небольшой купол с остриём. Балкон, выходящий на угол здания, ограждён аутентичным ограждением.
Согласно владикавказскому архитектору Сослану Цаллагову в наше время были утрачены или изменены некоторые аутентичные элементы архитектуры: «Утрачен лепной декор на плоскости стены здания по проспекту Мира,15 — ул. Горького,13 (это бывшее здание Общества взаимного кредита, постройка 1910 года), примыкающий к дверному проему по улице Горького. Утрачены дымники, дверные деревянные полотна с резным растительным орнаментом, аллегорические композиции в нишах фасада».